# セバスティアン・レト
セバスティアン・エドゥアルド・レト（Sebastián Eduardo Leto, 1986年8月30日 - ）は、アルゼンチン・ブエノスアイレス州出身の元サッカー選手。現役時代のポジションはFW（左ウィング）。

## 経歴
2005年6月25日、CAラヌースからデビューした。ラヌースに在籍した3シーズンの間に52試合に出場し、8得点を挙げた。2007年8月10日、360万ドルの移籍金でイングランドのリヴァプールFCに移籍した。プレシーズンマッチの上海申花戦でデビューした。
2008年8月、ギリシャのオリンピアコスFCにレンタル移籍した。2008-09シーズンは24試合に出場した。ここでの活躍が評価され、2009年7月に同じギリシャのパナシナイコスFCへ移籍金130万ポンドの4年契約で完全移籍した。2013年1月、パナシナイコスは梶山陽平の加入に際し、外国籍枠（EU外の外国籍選手に充てられる）に空きを作るため、レトを放出した。
2013年4月に翌シーズンからセリエAのカルチョ・カターニアに加入することが決まった。
2016年2月5日、かつて所属したパナシナイコスFCと1年半の契約を結んだ。
2017年8月20日、アラビアン・ガルフ・リーグのエミレーツ・クラブに移籍した。

## 所属クラブ
- CAラヌース 2005-2007
- リヴァプールFC 2007-2009

→ オリンピアコスFC (loan) 2008-2009
- パナシナイコスFC 2009-2013.1
- カルチョ・カターニア 2013-2016

→ CAラヌース 2015-2016 (loan)
- パナシナイコスFC 2016-2017
- エミレーツ・クラブ 2017

## 個人成績
| シーズン | クラブ         | リーグ                   | リーグ | リーグ |
| シーズン | クラブ         | リーグ                   | 出場   | 得点   |
| -------- | -------------- | ------------------------ | ------ | ------ |
| 2005-06  | ラヌース       | プリメーラ・ディビシオン | 34     | 6      |
| 2006-07  | ラヌース       | プリメーラ・ディビシオン | 29     | 3      |
| 2007-08  | リヴァプール   | プレミアリーグ           | 0      | 0      |
| 2008-09  | オリンピアコス | スーパーリーグ           | 24     | 1      |
| 2009-10  | パナシナイコス | スーパーリーグ           | 25     | 6      |
| 2010-11  | パナシナイコス | スーパーリーグ           | 18     | 1      |
| 2011-12  | パナシナイコス | スーパーリーグ           | 17     | 15     |
| 2012-13  | パナシナイコス | スーパーリーグ           | 0      | 0      |
| 2013-14  | カターニア     | セリエA                  | 27     | 3      |
| 2014-15  | カターニア     | セリエB                  | 14     | 2      |
| 2015     | ラヌース       | プリメーラ・ディビシオン | 4      | 0      |
| 2015-16  | パナシナイコス | スーパーリーグ           | 12     | 5      |
| 2016-17  | パナシナイコス | スーパーリーグ           | 22     | 7      |
| 通算     | 通算           | 通算                     | 218    | 49     |